# Decapentaplégico

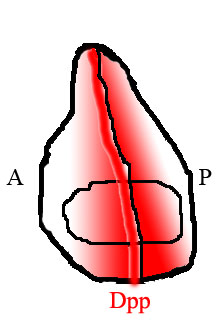
Ilustración de la distribución de Dpp, mostrado en rojo, en el disco alado. El Dpp es producido en una fisura justo anterior al borde anterior/posterior y difunde hacia los bordes del tejido

El gene decapentaplégico es un gen descubierto por el Dr. Gelbart y la proteína DPP se considera la homóloga de Drosophila a la proteína morfogénica ósea (BMP).
Este gen participa en el desarrollo del eje dorso-ventral durante la formación del organismo.
Participa en muchos procesos durante la morfogénesis en Drosophila, como en la diferenciación de venas, organización del disco genital, desarrollo del halterio, induce la proliferación celular, participan en la supervivencia y en apoptosis.
Existen investigaciones que relacionan este gen junto al gen Wingless en la formación de tumores en Drosophila. Cuando las células que han entrado en apoptosis no pueden morir, emiten de forma permanente una serie de señales que inducen la proliferación celular.